# The Morning After
The Morning After treći je studijski album njemačkog thrash metal sastava Tankard, objavljen u rujnu 1988. godine, a objavila ga je diskografska kuća Noise Records. Ponovno je objavljen 2011. godine, u setu s The Meaning of Life.

## Popis pjesama
| 1.    | »Intro«                          | 0:28 |
| 2.    | »Commandments«                   | 2:52 |
| 3.    | »Shit-Faced«                     | 4:03 |
| 4.    | »TV Hero«                        | 6:01 |
| 5.    | »F.U.N.«                         | 3:12 |
| 6.    | »Try Again« (obrada Spermbirdsa) | 3:42 |
| 7.    | »The Morning After«              | 4:26 |
| 8.    | »Desperation«                    | 4:36 |
| 9.    | »Feed the Lohocla«               | 3:59 |
| 10.   | »Help Yourself«                  | 5:03 |
| 11.   | »Mon Cheri«                      | 0:48 |
| 12.   | »Outro«                          | 0:29 |
| 39:39 |                                  |      |

## Zasluge
- Andreas "Gerre" Geremia — vokali
- Frank Thorwarth — bas-gitara
- Axel Katzmann — gitara
- Andy Bulgaropulos — gitara
- Oliver "O.W." Werner — bubnjevi

Ostalo osoblje
- Karl-U. Walterbach — produciranje
- Harris Johns — produciranje, miksanje
- Martin Becker — fotografija
- Buffo Schnädelbach — fotografija
- Sebastian Krüge — omot albuma, dizajn